# جنیفر لارنس
جنیفر شریدر لارنس (انگلیسی: Jennifer Shrader Lawrence؛ زادهٔ ۱۵ اوت ۱۹۹۰) بازیگر و تهیه‌کننده آمریکایی است. لارنس برای بازی در فرنچایزهای سینمایی اکشن و درام‌های مستقل مشهور است و فیلم‌هایش بیش از ۶ میلیارد دلار در جهان فروش داشته‌است. او در ۲۰۱۵ و ۲۰۱۶ دریافت‌کنندهٔ بیشترین دستمزد در میان بازیگران زنِ جهان بود. مجلهٔ تایم در ۲۰۱۳ او را یکی از ۱۰۰ شخص تاثیرگذارِ جهان نامید و در ۲۰۱۳ تا ۲۰۱۶ در فهرست ۱۰۰ سلبریتی فوربز حضور یافت.
لارنس کارش را در نوجوانی با نقش‌های مهمان در تلویزیون آغاز کرد. نخستین نقش مطرح او به‌عنوان یکی از اعضای بازیگران در سیت‌کام نمایش بیل انگوال (۲۰۰۷–۲۰۰۹) بود. فعالیت سینمایی او با بازی در نقش مکمل درام گاردن پارتی (۲۰۰۸) آغاز شد و فعالیت برجسته‌اش مربوط به بازی در نقش نوجوانی فقیر در درام جنایی زمستان استخوان‌سوز (۲۰۱۰) بود. لارنس با بازی در نقش میستیک در مجموعهٔ فیلم‌های مردان ایکس (۲۰۱۱–۲۰۱۹) و کتنیس اوردین در مجموعهٔ فیلم‌های بازی‌های گرسنگی (۲۰۱۲–۲۰۱۵) به شهرت جهانی رسید. بازی‌های گرسنگی او را پرفروش‌ترین قهرمان زن اکشن کرد.
لارنس در سه پروژه با دیوید او. راسل کار کرد و برایش جوایز گوناگونی به‌دست‌آورد. او برای بازی در نقش بیوهٔ جوان نابسامان در فیلم عاشقانهٔ دفترچه امیدبخش (۲۰۱۲)، جایزهٔ اسکار بهترین بازیگر زن را کسب کرد که در ۲۲ سالگی، دومین شخص جوانی شد که برندهٔ این جایزه شده‌است. لارنس برای بازی در نقش همسری غیرقابل پیش‌بینی در کمدی سیاه حقه‌بازی آمریکایی (۲۰۱۳) برندهٔ جایزهٔ بفتای بهترین بازیگر نقش مکمل زن شد. او همچنین برای این دو فیلم و برای بازی در نقش بازرگان جوی مانگانو در فیلم زندگی‌نامه‌ای جوی (۲۰۱۵) سه جایزهٔ گلدن گلوب کسب کرد. پس از بازی در مسافران (۲۰۱۶) و مادر! (۲۰۱۷) که نقدهای ضعیفی دریافت کردند، لارنس برای مدتی از بازیگری فاصله گرفت و با بالا رو نگاه نکن (۲۰۲۱)، گذرگاه (۲۰۲۲) و هیچ مشکلی نیست (۲۰۲۳) بازگشت.
لارنس فمینیست است و از حامیان حقوق باروری زنان به‌شمار می‌رود. او در سال ۲۰۱۵ بنیاد جنیفر لارنس را تأسیس کرد که از باشگاه‌های دختران و پسران آمریکا و المپیک ویژه پشتیبانی می‌کند. او در سال ۲۰۱۸ شرکت تولیدی اکسلنت کیداور را تأسیس کرد. او در سال ۲۰۱۴ ترانه «درخت دار» را برای موسیقی متن فیلم بازی‌های گرسنگی: زاغ مقلد – بخش ۱ ضبط کرد.

## اوایل زندگی
جنیفر شریدر لارنس در ۱۵ اوت ۱۹۹۰ در ایندین هیل، کنتاکی به دنیا آمد. پدرش گری، صاحب یک شرکت ساخت‌وساز و مادرش کارن، (نام خانوادگی پیش از ازدواج کاک) مدیر یک  اردوگاه تابستانی است. او دو برادر بزرگ‌تر به نام‌های بن و بلین دارد. مادرش او را مانند برادرانش «سخت» تربیت کرد و به او در دوران پیش دبستانی اجازهٔ بازی با دیگر دختران دیگر را نمی‌داد زیرا او را با آن‌ها «بیش از حد خشن» می‌دانست. لارنس در مدرسهٔ راهنمایی کامرر در لوییویل به تحصیل پرداخت. او به‌دلیل بیش‌فعالی و اضطراب اجتماعی از دوران کودکی خود لذت نمی‌برد و خودش را در میان هم سن‌وسالانش ناسازگار می‌دانست. او گفته که هنگام اجرای بر روی صحنه اضطراب و نگرانی‌هایش از بین رفته و بازیگری به او حسی از کامیابی بخشیده‌است. فعالیت‌های لارنس در مدرسه تشویق‌کردن بازیکنان، سافت بال، هاکی روی چمن و بسکتبال را شامل می‌شد که در تیم پسرانه‌ای که پدرش مربی آن بود بازی می‌کرد. او هنگام بزرگ شدن به اسب‌سواری علاقه داشت و مرتباً از یک مزرعه اسب محلی دیدن می‌کرد. لارنس یکبار در اثر پرت شدن از اسب دچار جراحت استخوان در ناحیهٔ دنبالچه شد. هنگامی که پدرش در خانه کار می‌کرد، او برایش اجرا می‌کرد و اغلب لباس دلقک یا بالرین می‌پوشید. لارنس اولین وظیفهٔ بازیگری را در ۹ سالگی تجربه کرد و در یک نمایش کلیسایی که بر پایهٔ کتاب یونس ساخته شده بود، در نقش یک تن‌فروش بازی کرد. او در طول چند سال آینده به شرکت در نمایش‌های کلیسا و موزیکال مدرسه ادامه داد.
لارنس 14 ساله بود که خانواده‌اش برای تعطیلات به شهر نیویورک آمده بودند و آن‌جا توسط یک استعدادیاب در خیابان مشاهده شد و به او توصیه کرد که در مقابل یک مأمور استعدادیابی تست بدهد. مادرش علاقه‌ای نداشت به دخترش اجازه دهد تا حرفهٔ بازیگری را دنبال کند اما برای مدت کوتاهی خانواده‌اش را به نیویورک آورد تا به لارنس اجازه دهد برای نقش‌ها بخواند. پس از اینکه اولین نقش خود را بدون آمادگی خواند، مأموران گفتند که او بهترین چیزی بود که از یک شخص جوان شنیده بودند؛ مادر لارنس دخترش را متقاعد کرد که آن‌ها دروغ می‌گویند. لارنس می‌گوید تجربیات اولیهٔ او دشوار بودند زیرا احساس تنهایی و بی‌دوستی می‌کرد. او با آژانس استعدادهای درخشان سی‌ای‌اس‌دی قرارداد امضا کرد که والدینش را متقاعد کند تا به او اجازه دهند برای نقش‌هایی در لس آنجلس تست بازیگری بدهد. مادرش او را تشویق می‌کرد که به سمت فعالیت در زمینهٔ مدلینگ برود اما لارنس اصرار داشت که حرفهٔ بازیگری را دنبال کند. او در آن زمان بازیگری را یک شایستگی طبیعی با توانایی‌های خود می‌دانست و چندین پیشنهاد برای انجام وظایف مدلینگ را رد کرد. او در ۱۴ سالگی بدون دریافت مدرک GED یا دیپلم ترک تحصیل کرد. لارنس گفته که «خودآموخته» بوده و حرفه‌اش در اولویت خودش بوده‌است. مابین مشاغل بازیگری خود در شهر، او مرتباً به‌طور ناخواسته از شهر لوییویل بازدید می‌کرد و آن‌جا به عنوان کمک پرستار در اردوگاه مادرش کار می‌کرد.

## بازیگری

### ۲۰۰۶ تا ۲۰۰۹
در سال ۲۰۰۷ و در زمانی که نوجوانی بیش نبود در مجموعه تلویزیونی «بیل انگوال» در نقش لارن پیرسن ظاهر شد. این مجموعه تلویزیونی که ساخت شبکه تی‌بی‌اس بود از سپتامبر ۲۰۰۷ شروع به پخش شد ولی بعد از ۳ فصل و در سال ۲۰۰۹، پروژه کنسل و متوقف گردید. جنیفر لارنس برای بازی در این سریال موفق به کسب جایزه هنرمند جوان شد.
در همین سال (۲۰۰۷) بود که لارنس برای بازی در فیلم گرگ‌ومیش امتحان بازیگری داد ولی در نهایت موفق نشد و این نقش ازآن کریستن استوارت شد. بعدها و بخاطر حواشی‌ای که به‌وجود آمد، لارنس اظهار داشت که «خوشحال» است که این نقش را دریافت نکرد. در ادامه وی نقش کوچکی در فیلم مهمانی در باغ را بازی کرد اما در نقش بعدی‌اش در فیلم خانه پوکر یکی از نقش‌های اصلی را وی ایفا کرد. در این فیلم وی با بازیگرانی چون سلما بلر هم‌بازی بود. لارنس در این فیلم در نقش اگنس بازی می‌کرد که یک دختر جوان قربانی سوءاستفاده بود.

### شهرت جهانی (۲۰۱۱–۲۰۱۳)
شاید بتوان گفت که موفقیت لارنس درا ین دوره رقم خود. ابتدا وی در فیلم زمستان استخوان‌سوز ایفای نقش کرد. این فیلم که موفق به دریافت جایزه از جشنواره فیلم ساندنس شد، فیلمی بود که لارنس را تقریباً به شهرت رساند. وی در این فیلم نقش دختری ۱۷ ساله را بازی می‌کند که از مادرش (که مشکلات ذهنی دارد)، خواهرش و برادرش مراقبت می‌کند. نقش‌آفرینی لارنس در این فیلم بسیار مورد تحسین منتقدان قرار گرفت. همچنین برای اولین بار نیز نامزد دریافت جایزه اسکار بهترین بازیگر زن شد. در آن زمان، وی دومین بازیگر تاریخ بود که در جوان‌ترین سن موفق به نامزدی برای دریافت این جایزه شده بود (در حال حاضر سومین نفر است). در ادامه نیز در فیلم مثل دیوانه‌ها ظاهر شد که این فیلم نیز در جشنواره فیلم ساندنس سال ۲۰۱۱ به نمایش درآمد.
در سال ۲۰۱۱ جنیفر لارنس در فیلم مردان ایکس: کلاس اول ظاهر شد. در این فیلم وی با بازیگرانی چون مایکل فاسبندر و جیمز مک‌آووی هم‌بازی بود. سپس در فیلم سگ آبی ایفای نقش کرد. این فیلم در ژانر کمدی سیاه، با بازی دیگر بازیگرانی چون جودی فاستر و مل گیبسون در سال ۲۰۰۹ مراحل ساختش به اتمام رسیده بود، ولی بخاطر مسائلی نهایتاً در سال ۲۰۱۱ انتشار یافت. در همین سال بود که گفته شد از لارنس برای عضویت در آکادمی علوم و هنرهای سینما دعوت به عمل آمده‌است.
لارنس در فیلم اکشن بازی‌های گرسنگی (۲۰۱۲) که اقتباسی از کتاب اول سه‌گانه بازی‌های گرسنگی اثر سوزان کالینز بود نقش اصلی کتنیس اوردین را ایفا کرد. این مجموعه که در آینده‌ای پساآخرالزمانی جریان دارد، داستان قهرمان نوجوانی به نام اوردین را روایت می‌کند که پس از پیروزی در یک رویداد سالانهٔ تلویزیونی وحشیانه، به نیروهای شورشی علیه یک حکومت تمامیت‌خواه می‌پیوندد. لارنس علی‌رغم اینکه از شیفتگان این کتاب‌ها بود، ابتدا به‌دلیل مقیاس بزرگ فیلم در پذیرش این نقش مردد بود. او پس از اینکه مادرش متقاعدش کرد که این نقش را به‌دست بیاورد، با این پروژه موافقت کرد. او تیراندازی با کمان، صخره‌نوردی و درخت نوردی، و تکنیک‌های مبارزه تن به تن و دیگر فعالیت‌های بدنی سخت را برای این نقش تمرین کرد. او در حین تمرین برای این نقش، به دیوار برخورد کرد و مجروح شد. بازی‌های گرسنگی نقدهای مثبتی را به همراه داشت و نقش‌آفرینی لارنس مورد تحسین قرار گرفت؛ راجر ایبرت این فیلم را «سرگرم‌کننده‌ای مؤثر» توصیف و لارنس را «قوی و قانع کننده در این نقش اساسی» یاد کرد. تاد مک‌کارتی از هالیوود ریپورتر او را «بازیگر سینمای ایدئال» نامید و معتقد بود که او اوردین رمان را در در فیلم زنده کرده و افزود که او «فیلم را با جدیت و حضور تأثیرگذار نگه می‌دارد». بازی‌های گرسنگی بیش از ۶۹۰ میلیون دلار فروش داشت و به یکی از فیلم‌های پرفروش با نقش اول زن تبدیل شد. لارنس برای این نقش به پرفروش‌ترین قهرمان اکشن تمام دوران تبدیل شد. موفقیت این فیلم باعث شد تا لارنس به بازیگری برجسته در جهان تبدیل شود.

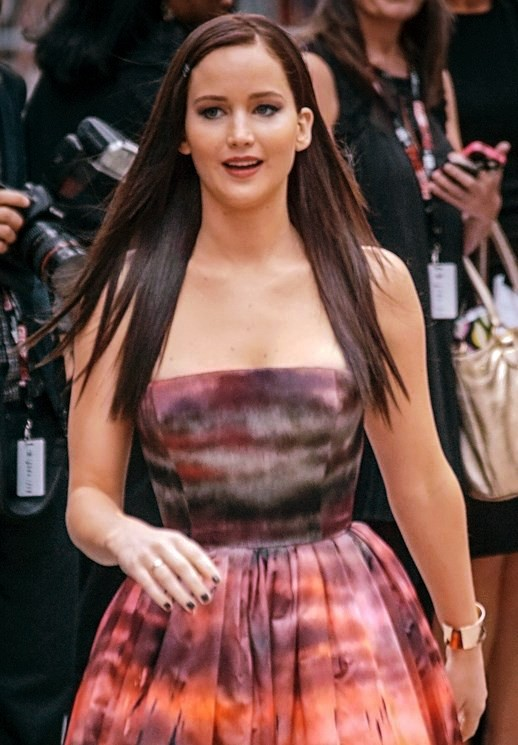
لارنس در افتتاحیهٔ دفترچه امیدبخش در جشنوارۀ بین‌المللی فیلم تورنتو ۲۰۱۲

سپس لارنس در سال ۲۰۱۲ نقش یک بیوهٔ جوان نابسامان به‌نام تیفانی مکسول را در کمدی-درام دفترچه امیدبخش ساختهٔ دیوید او. راسل ایفا کرد. این فیلم اقتباسی از رمان به همین نام اثر متیو کوئیک است و به شخصیت تیفانی می‌پردازد که با مردی مبتلا به اختلال دوقطبی به‌نام پت سولیتانو جونیور (با بازی بردلی کوپر) وارد رابطهٔ دوستانه می‌شود. لارنس مجذوب شخصیت پیچیدهٔ این کاراکتر شد. اگرچه راسل در ابتدا او را برای این نقش خیلی جوان می‌دانست اما لارنس او را متقاعد کرد که از طریق تست بازیگری در اسکایپ او را انتخاب کند. او با خودانگیختگی راسل در مقام کارگردان به چالش کشیده شد و تجربهٔ کار در این پروژه را «بهترین تجربه زندگی‌اش» توصیف کرد. ریچارد کورلیس از مجلهٔ تایم نوشت «او به هر نقشی زکاوت تکامل‌یافته‌ای می‌بخشد» و پیتر ترورز عقیده داشت که لارنس در این نقش «نوعی معجزه است. او بی‌ادب، کثیف، خنده‌دار، بد دهان، شلخته، سکسی، پر جنب‌وجوش، و آسیب‌پذیر است». او جوایز گلدن گلوب، انجمن بازیگران فیلم و اسکار بهترین بازیگر زن را کسب کرد و در ۲۲ سالگی به دومین شخص جوانی تبدیل شد که جایزهٔ اسکار را کسب کرده‌است. آخرین فیلم او در این سال تریلر خانه‌ای در پایان جاده بود که با نقدهای ضعیفی مواجه شد.
لارنس در ژانویهٔ ۲۰۱۳، میزبان قسمتی از نمایش کمدی پخش زنده شنبه شب از شبکهٔ ان‌بی‌سی بود. اولین اکران او در سال ۲۰۱۳ فیلم مستقل شیطانی که می‌شناسی بود که او آن را در سال ۲۰۰۵ فیلم‌برداری کرده بود. سپس بار دیگر نقش اوردین را در دومین قسمت از مجموعهٔ بازی‌های گرسنگی با عنوان اشتعال ایفا کرد. لارنس در حین اجرای بدل‌کاری‌های زیر آب دچار عفونت گوش شد که مدتی کوتاه شنوایی‌اش را از دست داد. استفانی زاکارک در ویلج ویس معتقد بود که بازی در نقش اوردین او را به رل مدل تبدیل می‌کند و بیان کرد که «هیچ مقدس‌نمایی یا تظاهر به فروتنی کاذب در شیوه‌ای که لارنس ایفا می‌کند وجود ندارد.» اشتعال با فروش ۸۶۵ میلیون دلاری، پرفروش‌ترین فیلم او تا به امروز است. لارنس در همان سال نقشی مکمل را در کمدی سیاه حقه‌بازی آمریکایی از دیوید او. راسل با حضور گروهی از بازیگران ایفا کرد. او در نقش همسر مبتلا به اختلال عصبی یک مرد کلاهبردار (با بازی کریستین بیل) حضور داشت. این فیلم با الهام از عملیات محرمانه ابسکم اف‌بی‌آی ساخته شد و داستان آن در مورد فساد سیاسی در نیوجرسی در طول دههٔ ۱۹۷۰ است. او برای این نقش به تحقیق کمی پرداخت و اجرایش بر اساس شناخت آن دوره از فیلم‌ها و برنامه‌های تلویزیونی که تماشا می‌کرد، بود. جفری مک‌نب از ایندیپندنت دریافت که لارنس در نقش خود «درخشان»، «خنده‌دار و بدخلق» است و صحنه‌ای بداهه که در آن او به طرز تهاجمی لب معشوقهٔ شوهرش (با بازی ایمی آدامز) را می‌بوسد، برجسته دانست. او جایزهٔ گلدن گلوب و جایزهٔ بفتای بهترین بازیگر نقش مکمل زن را کسب کرد و برای سومین بار نامزد دریافت جایزهٔ انجمن بازیگران فیلم و جایزهٔ اسکار شد. او جوان‌ترین بازیگر تاریخ شد که سه بار نامزد دریافت جایزهٔ اسکار شده‌است.

### بازیگر مطرح و افت و خیز شغلی (۲۰۱۴–۲۰۱۹)

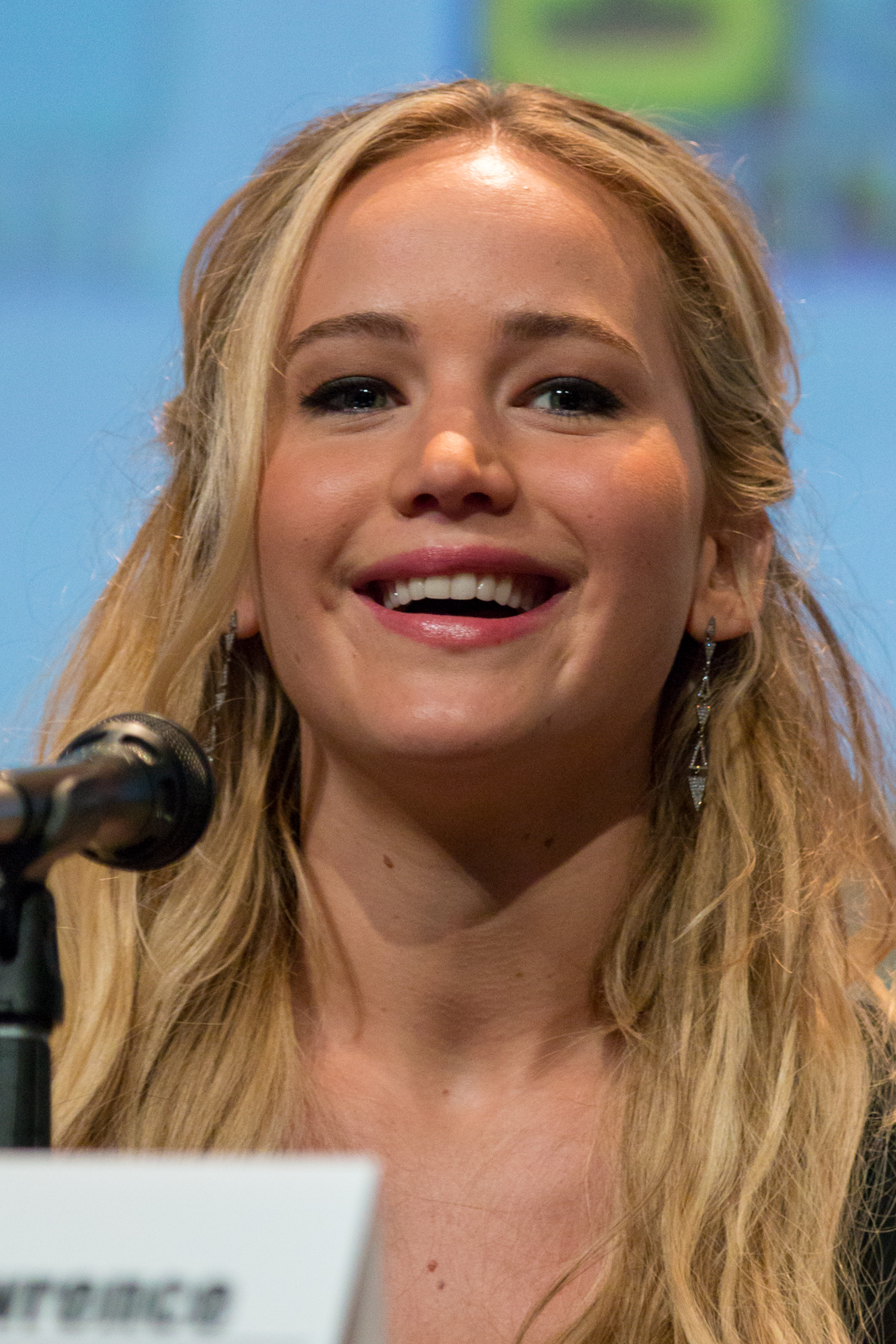
لارنس در حین تبلیغ بازی‌های گرسنگی: زاغ مقلد – بخش ۲ در کامیک-کان سن دیگو ۲۰۱۵

لارنس نقش سرنا پمبرتون را در درام سرنا به کارگردانی سوزان بیر ایفا کرد. در این فیلم، او و همسرش جورج (با بازی بردلی کوپر) پس از اینکه متوجه می‌شوند نمی‌توانند بچه دار شوند، درگیر فعالیت‌های مجرمانه‌ای می‌شوند. این پروژه در سال ۲۰۱۲ فیلم‌برداری شد و در سال ۲۰۱۴ با نقدهای ضعیف اکران شد. لارنس سپس برای بار دیگر نقش میستیک را در مردان ایکس: روزهای گذشته آینده ایفا کرد که دنباله‌ای برای مردان ایکس: آخرین ایستادگی (۲۰۰۶) و مردان ایکس: کلاس اول (۲۰۱۱) بود. این فیلم نقدهای مثبتی را دریافت کرد و ۷۴۸٫۱ میلیون دلار در سرتاسر جهان فروش داشت که تا آن زمان به پرفروش‌ترین فیلم در مجموعهٔ مردان ایکس تبدیل شد. جاستین چنگ از ورایتی ظاهر او را در این فیلم تحسین کرد، اما عقیده داشت که او کاری جز «درخشش، غرغر کردن و اجازه دادن به هنرمندان f/x برای انجام کارشان» ندارد. دو اکران بعدی لارنس آخرین قسمت‌های مجموعهٔ بازی‌های گرسنگی، زاغ مقلد – بخش ۱ (۲۰۱۴) و بخش ۲ (۲۰۱۵) بود. او برای موسیقی متن فیلم اول ترانهٔ «درخت دار» را ضبط کرد که به صدر جدول فروش چندین کشور رسید. منولا دارگیس از نیویورک تایمز در نقدی برای قسمت پایانی این مجموعه، شباهت‌هایی میان سفر اوردین به عنوان یک رهبر شورشی و افزایش شهرت لارنس نشان داد و بیان کرد «مانند تمام ستاره‌های بزرگ، به نظر می‌رسد او در حال بازی نسخه‌ای از خود واقعی‌اش است.» هر دو فیلم بیش از ۶۵۰ میلیون دلار در سراسر جهان فروش داشتند.
لارنس برای سومین بار با دیوید او. راسل در فیلم زندگی‌نامه‌ای جوی (۲۰۱۵) همکاری کرد. او در این فیلم جوی منگانو را به تصویر کشید؛ مادری مجرد با مشکلات زیاد که پس از اختراع یک نوع طی به یک تاجر موفق تبدیل می‌شود. در حین تولید فیلم در بوستون، مطبوعات در مورد اختلاف نظر بین لارنس و راسل گزارش دادند که منجر به یک «رقابت جنجالی» شده‌است. او گفت که دوستی آن‌ها اختلاف نظرشان را برایشان راحت‌تر کرده‌است، زیرا مردم هنگامی واقعاً همدیگر را دوست دارند که دعوا می‌کنند. این فیلم به اندازهٔ همکاری‌های قبلی مورد استقبال قرار نگرفت، اما نقش‌آفرینی لارنس به اتفاق آراء ستایش شد. منتقد، ریچارد روپر، آن را بهترین اثر او پس از زمان زمستان استخوان‌سوز دانست و آن را «اجرای چندلایه فوق‌العاده‌ای که فیلم را از میان نقاط ناهموار و گاهی انحرافات شک‌برانگیز عبور می‌دهد» توصیف کرد. او برای سومین بار برندهٔ جایزهٔ گلدن گلوب شد و همچنین جوان‌ترین بازیگر تاریخ شد که چهار بار نامزد دریافت جایزهٔ اسکار شده‌است.

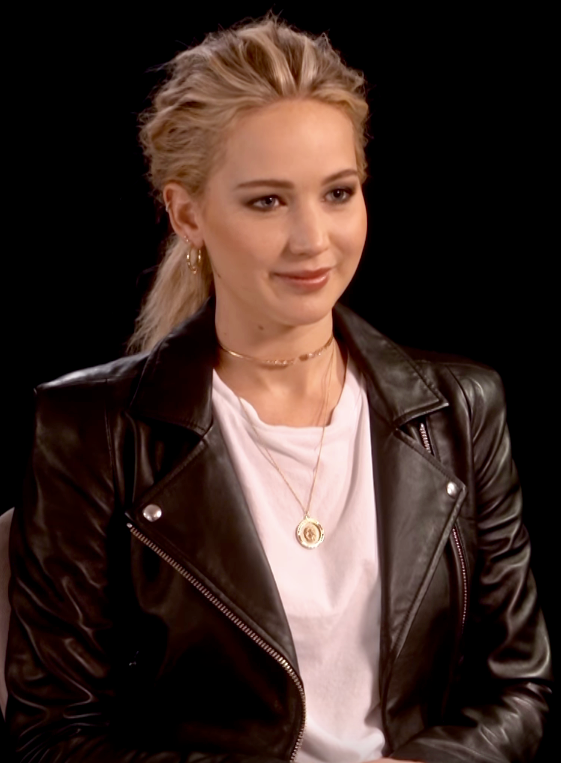
لارنس در طول تبلیغ گنجشک سرخ در سال ۲۰۱۸

لارنس سال ۲۰۱۶ را با گویندگی مستند یک سیاره زیبا آغاز کرد که از ایستگاه فضایی بین‌المللی به کاوش زمین می‌پردازد. او نقش میستیک را برای سومین بار در مردان ایکس: آپوکالیپس ایفا کرد. این فیلم نقدهای ضد و نقیضی دریافت کرد و اجماع منتقدان این بود که مملو از اکشن است و مضامین داستان و نقش‌آفرینی بازیگران را می‌کاهد. هلن اوهارا از امپایر آن را یک ناامیدی نسبت به قسمت‌های قبلی این مجموعه می‌دانست و از لارنس به خاطر ترسناک کردن شخصیتش انتقاد کرد. با این وجود، او در چهل و سومین جوایز برگزیده مردم جایزهٔ بهترین بازیگر زن فیلم را دریافت کرد. لارنس برای بازی در فیلم علمی تخیلی مسافران ۲۰ میلیون دلار دستمزد دریافت کرد و موقعیت بالاتری نسبت به هم‌بازی‌اش کریس پرت داشت. در این فیلم، پرت و لارنس در نقش دو فردی که ۹۰ سال زودتر از خوابشان در یک سفینهٔ فضایی عازم یک سیاره جدید بیدار می‌شوند، حضور دارند. او از اولین اجرای صحنهٔ سکس و بوسیدن مرد متأهل (پرت) روی پردهٔ سینما احساس عصبانیت داشت؛ او هنگام آماده‌سازی برای فیلم‌برداری این صحنه‌ها الکل می‌نوشید. مسافران نقدهای ضعیفی را به همراه داشت که باعث تعجب بازیگران و عوامل فیلم شد، اما لارنس از فیلم دفاع کرد و آن را یک «داستان عاشقانه لکه‌دار و پیچیده» خواند. او بعداً از بازی در این فیلم ابراز پشیمانی کرد.
وحشت روان‌شناختی مادر! ساختهٔ دارن آرونوفسکی تنها فیلم لارنس در سال ۲۰۱۷ بود. او نقش زن جوانی را ایفا کرد که هنگامی مهمانان غیرمنتظره‌ای به خانه‌اش هجوم می‌آورند، ضربه‌ای روانی تجربه می‌کند. لارنس علی‌رغم اینکه به تمرین نمایش‌ها بی‌میل بود، سه ماه را صرف تمرین فیلم در یک انبار در شهر بروکلین کرد. این نقش سخت برایش خسته‌کننده بود؛ یک روز به‌دلیل از دست دادن تنفس، اکسیژن مکمل تزریق کرد و یک دنده‌اش دررفت. واکنش مخاطبان به مادر! دو قطبی بود و باعث اعتراضات گروهی از مردم شد. این فیلم با استقبال بهتری از سوی منتقدان مواجه شد؛ والتر آدیگو از سان فرانسیسکو کرونیکل آن را «تهاجمی» و یک «آزمون عمدی برای پایداری تحمل مخاطب» نامید و لارنس را «هرگز اجازه نداد که به سادگی به یک قربانی زوزه‌کشان تبدیل شود» توصیف کرد. او سال بعد در تریلر جاسوسی گنجشک سرخ ساختهٔ فرانسیس لارنس که بر اساس رمان به همین نام از جیسون متیوز ساخته شده‌است، به ایفای نقش پرداخت. او نقش دُمینیکا اِگُرووا را ایفا کرد؛ جاسوسی روس که با مأمور مرموز سی‌آی‌ای (با بازی جوئل اجرتون) رابطه برقرار می‌کند. او در حین آماده‌سازی برای این نقش یادگرفت که با لهجهٔ روسی صحبت کند و به مدت چهار ماه باله را آموزش دید. لارنس با اینکه یکی از قربانیان فاش‌شدن تصاویر خصوصی بود، خود را به‌وسیلهٔ تمایلات جنسی نقشش به چالش کشید، و از طرفی دیگر گفت که اجرای صحنه‌های برهنه به او احساس توانمندی می‌دهد. اریک کوهن در ایندی‌وایر از پایان داستان فیلم خوشش نیامد، اما نقش‌آفرینی لارنس و شارلوت رمپلینگ را تحسین کرد و اشاره داشت «استعداد قابل‌توجه در معرض نمایش، نکتهٔ مثبت پایدار [این فیلم] است». چهارمین و آخرین حضور لارنس در نقش میستیک مربوط به دارک فینکس در سال ۲۰۱۹ بود که با شکست تجاری و هنری مواجه شد.

### وقفهٔ کوتاه و فیلم‌های استریمینگ (۲۰۱۹–اکنون)

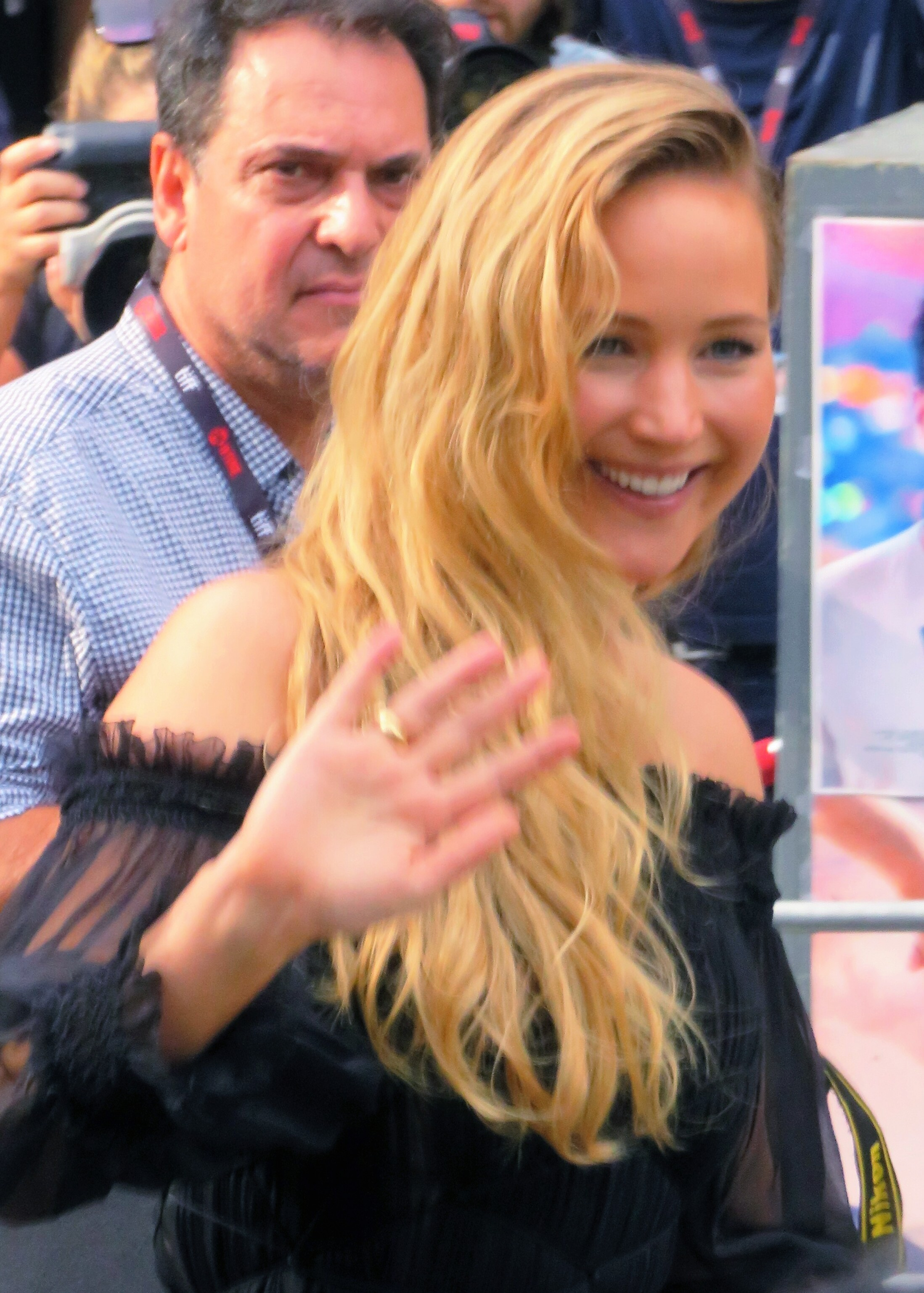
لارنس در جشنواره بین‌المللی فیلم تورنتو ۲۰۲۲

به‌دنبال اکران چندین فیلم که از نظر منتقدان ضعیف بودند، لارنس مدتی از بازیگری کناره‌گیری کرد. او از فیلم‌هایش احساس نارضایتی داشت و می‌خواست از موشکافی رسانه‌ها اجتناب کند که در طول این مدت بر فعالیت‌های خانوادگی‌اش متمرکز بود. او که از ۱۹ سالگی مایل بود که با کارگردان آدام مک‌کی کار کند، در سال ۲۰۲۱ با فیلم بالا رو نگاه نکن از مک‌کی که محصول شبکهٔ نتفلیکس بود، به بازیگری بازگشت. دستمزد گزارش‌شدهٔ او برای این نقش ۲۵ میلیون دلار بود. او و لئوناردو دی‌کاپریو در این فیلم که «آخرالزمانی بزن‌بکوب» توصیف شده‌است، نقش دو ستاره‌شناس را ایفا می‌کنند که در تلاشند بشریت را از سقوط یک سیارک که باعث انقراض می‌شود آگاه کنند. او برای این نقش رنگ موهایش را قرمز می‌کرد و مدلش را به آندرکات تغییر داد؛ او در مصاحبه ای با وگ گفت که به‌طور گسترده‌ای در مورد ظاهر معمولی اخترفیزیک‌دانان مشتاق تحقیق کرده‌است. نقدهای این فیلم ضد و نقیض بود اما منتقدان اکثراً نقش‌آفرینی لارنس و دی‌کاپریو را ستایش کردند، که از سوی ایان سندول از دیجیتال اسپای «نیرومند» و از سوی سایبال چاترجی از ان‌دی‌تی‌وی «لذتی برای تماشا» توصیف شد. لارنس برای پنجمین بار نامزد دریافت جایزهٔ گلدن گلوب شد. این فیلم رکورد بیشترین مقدار بازدید (۱۵۲ میلیون ساعت) در یک هفته را در تاریخ نتفلیکس شکست و ۲۸ روز پس از اکران به دومین فیلم پربیننده این پلتفرم تبدیل شد.
لارنس در درام مستقل گذرگاه (۲۰۲۲) ساختهٔ لیلا نوگباور به ایفای نقش پرداخت و در آن نقش سربازی را ایفا می‌کند که به آسیب مغزی مبتلا شده‌است. او این فیلم را تحت شرکت تولیدی خود یعنی اکسلنت کدور که در سال ۲۰۱۸ تأسیس کرده بود، تهیه‌کنندگی کرد. پس از بازی در چندین فیلم پرهزینه، او مجذوب «ملودی آرام داستانی شخصیت‌محور» شد. آلیسون ویلمور از ولچر با مقایسهٔ اجرای او در این فیلم با زمستان استخوان‌سوز، معتقد بود که این فیلم «یادآوری خوشایندی است که لارنس چقدر می‌تواند قانع‌کننده باشد، و نیز نشانه امیدوارکننده‌ای که او مایل به جستجوی پروژه‌های کوچک‌تر و کار با کارگردانان نوظهور است.»
همچنین لارنس فیلم مستند نان و گل‌ها (۲۰۲۳) است را تولید کرد که توسط کارگردان صحرا منی درباره زنان افغان تحت حکومت طالبان ساخته شده است.

## چهرهٔ عمومی
در سال ۲۰۱۲، نقدی از وبگاه ایندی‌وایر شخصیت لارنس در زندگی واقعی‌اش را «واقع‌بین، فروتن، صمیمی» توصیف کرد. نویسنده‌ای از آی‌جی‌ان او را بازیگری «تیزبین»، «بامزه» و «غیرمعمول» توصیف می‌کند که دوست دارد علی‌رغم موفقیت قابل توجهی که دارد، «پایدار بماند». لارنس گفته که بازیگری را در مقایسه با مشاغل نجات‌دهنده مانند پزشکان «احمقانه» می‌داند و بنابراین اعتقادی به «خودبینی» در مورد دستاوردهایش ندارد.

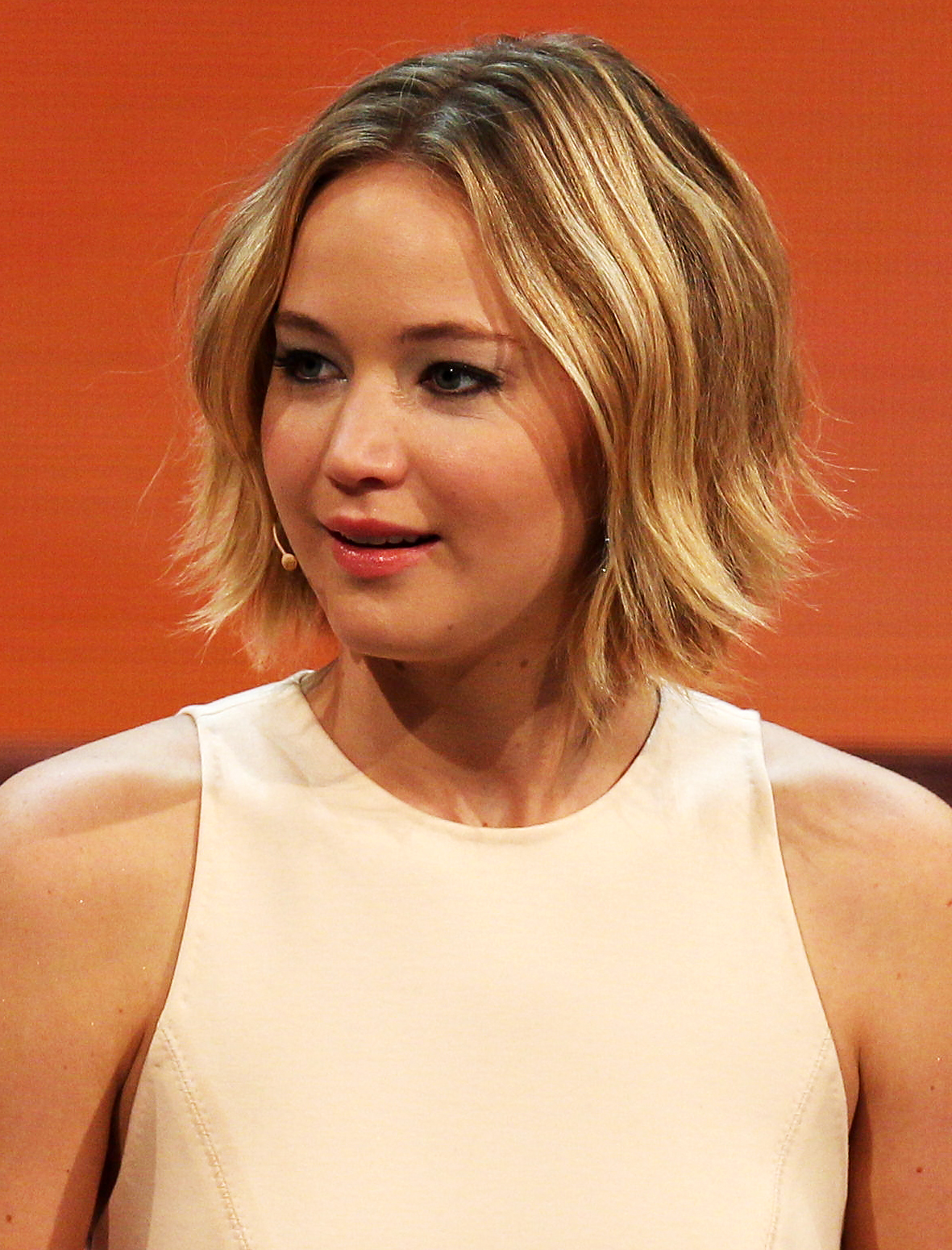
لارنس در ۲۰۱۴

در سال ۲۰۱۲، رولینگ استون لارنس را «با استعدادترین بازیگر جوان در آمریکا» نامید. دونالد ساترلند، هم‌بازی او در بازی‌های گرسنگی، لارنس را «بازیگری دقیق و درخشان» می‌داند و به طرز مثبتی هنر او را با لارنس الیویه مقایسه کرده‌است. دیوید او. راسل، کارگردان چندین فیلم لارنس، بازیگری بی‌دردسر او که نقش‌آفرینی را از نظر برایش آسان می‌کند را ستایش کرده‌است. لارنس در طول دوران حرفه‌ای خود نقش‌هایی را در فیلم‌های پرمخاطب و جریان اصلی و همچنین فیلم‌های مستقل کم‌هزینه ایفا کرده و در طیف گسترده‌ای از ژانرهای مختلف فیلم ظاهر شده‌است. او به تحصیل بازیگری نپرداخته و در نمایش‌های حرفه‌ای تئاتر نیز فعالیت نداشته‌است. او در عوض رویکرد بازیگری خود را بر مشاهداتش از افراد اطرافیانش استوار می‌کند. لارنس در سال ۲۰۱۰ گفت که «هیچ‌یک از احساسات واقعی [خود] را نمی‌پوشاند» یا درد شخصیت‌های فیلمی‌اش را به خانه نمی‌برد. او در ادامه با بیان اینکه «من حتی به پذیرایی مختصر هم نمی‌پردازم» و هرگز تجربیاتشان را به اشتراک نگذاشته در عوض به تخیل خود متکی بوده، اشاره داشت «من نمی‌توانم به دنبال نقش‌هایی باشم که دقیقاً شبیه زندگی من هستند.» او اظهار داشت «اگر روزی به جایی برسد که برای بهتر کردن یک نقش باید کمی سلامت روانی‌ام را از دست می‌دادم، این کار را نمی‌کردم. فقط کمدی می‌کردم.»
لارنس در طول توسعهٔ حرفه‌اش، به یکی از پردرآمدترین بازیگران زن جهان تبدیل شد؛ دیلی تلگراف در سال ۲۰۱۴ گزارش داد که او در هر فیلم ۱۰ میلیون دلار دستمزد دارد. در سال ۲۰۱۳، مجلهٔ تایم او را به عنوان یکی از ۱۰۰ شخص تأثیرگذار در جهان معرفی کرد. در همان سال ال او را قدرتمندترین زن در تجارت سرگرمی نامید، و فوربز او را پس از آنجلینا جولی دومین بازیگر زن قدرتمند جهان رتبه‌بندی کرد. در سال ۲۰۱۴، فوربز او را با درآمد ۳۴ میلیون دلاری به عنوان دومین بازیگر زن پردرآمد جهان معرفی کرد، و از او به عنوان قدرتمندترین بازیگر زن جهان یاد کرد که در رتبهٔ ۱۲ فهرست ۱۰۰ سلبریتی این مجله قرار گرفته بود؛ نام او دوباره در سال‌های ۲۰۱۵ و ۲۰۱۶ در این فهرست قرار گرفت. در سال ۲۰۱۵، لارنس از سوی انترتینمنت ویکلی به عنوان «سرگرمی‌ساز سال» انتخاب شد—عنوانی که او در سال ۲۰۱۲ نیز به دست آورده بود—و برای بازی در مجموعهٔ بازی‌های گرسنگی به عنوان پردرآمدترین قهرمان اکشن در رکوردهای جهانی گینس شناخته شد. در سال‌های ۲۰۱۵ و ۲۰۱۶، فوربز او را با درآمد سالانهٔ ۵۲ و ۴۶ میلیون دلاری به عنوان پردرآمدترین بازیگر زن جهان معرفی کرد. این مجله در دو سال بعد او را به ترتیب با ۲۴ و ۱۸ میلیون دلار به عنوان سومین و چهارمین بازیگر زن پردرآمد جهان رتبه‌بندی کرد. هالیوود ریپورتر نام لارنس را در میان ۱۰۰ فرد قدرتمند در زمینهٔ سرگرمی هر سال از ۲۰۱۶ تا ۲۰۱۸ فهرست کرده‌است. فیلم‌های او تا سال ۲۰۱۹ بیش از ۶ میلیارد دلار در سراسر جهان فروش داشته‌اند.
نام لارنس در سال ۲۰۱۱ در فهرست‌بندی ویکتوریا سیکرت از «سکسی‌ترین بامب‌شل رو به ترقی»، زیباترین افراد در سال ۲۰۱۱ و ۲۰۱۳ مجلهٔ پیپل، و ۱۰۰ شخص برتر ماکسیم از ۲۰۱۱ تا ۲۰۱۴ قرار داده شد. نام او در سال ۲۰۱۴ در رتبهٔ اول فهرست ۱۰۰ زن سکسی از مجلهٔ اف‌اچ‌ام قرار گرفت. او از سال ۲۰۱۳ تا ۲۰۱۵ در فهرست سالانهٔ بهترین زنان لباس پوش گلامور قرار گرفته و در سال ۲۰۱۴ نامش در صدر فهرست قرار گرفت.
در طول تصدی راف سیمونز در شرکت دیور، لارنس سفیر سلبریتی این برند شد و در کمپین‌های تبلیغاتی برای مد و عطرهای آن ظاهر شد. او اغلب در مراسم فرش قرمز، از جمله افتتاحیهٔ فیلم و مراسم جوایز، محصولات دیور را می‌پوشد. او همچنین یک لباس عروس سفارشی از دیور در روز عروسی خود پوشید.

## زندگی شخصی
هنگام فیلم‌برداری مردان ایکس: کلاس اول در ۲۰۱۰، لارنس با همبازی‌اش نیکلاس هولت وارد رابطه شد. این رابطه در طول زمان فیلم‌برداری مردان ایکس: روزهای گذشته آینده در ۲۰۱۴ به پایان رسید. لارنس در مراحل فیلم‌برداری مادر! با دارن آرونوفسکی آشنا شد و در سپتامبر ۲۰۱۶ با او قرار می‌گذاشت. آن‌ها در نوامبر ۲۰۱۷ از هم جدا شدند. او در سال ۲۰۱۸ رابطه‌ای را با کوک مارونی، مدیر گالری هنری، آغاز کرد و سپس در فوریهٔ ۲۰۱۹ نامزدی کردند. آن‌ها در اکتبر همان سال در رود آیلند ازدواج کردند. این زوج از مهٔ ۲۰۱۹ در منهتن جنوبی، شهر نیویورک و بورلی هیلز، کالیفرنیا ساکن هستند. فرزند آن‌ها در فوریهٔ ۲۰۲۲ به دنیا آمد.
لارنس یکی از قربانیان افشای تصاویر برهنه سلبریتی‌ها در ۲۰۱۴ بود که در نتیجهٔ آن چندین تصویر برهنه که توسط خودش عکاسی شده بودند، به‌صورت آنلاین فاش شدند. او تأکید داشت که این تصاویر هرگز قرار نبوده‌اند که عمومی شوند و این هک را «جنایت جنسی» و «تخلف جنسی» نامید. او اعلام کرد که بینندگان این تصاویر باید به خاطر «تداوم‌بخشی به یک قانون‌شکنی جنسی» از خودشان خجالت بکشند. لارنس مدتی بعد گفت که تصاویرش برای ارسال به نیکلاس هولت در نظر گرفته شده بود و برخلاف سایر قربانیان این حادثه، قصد شکایت از اپل را نداشت.

## دیگر فعالیت‌ها

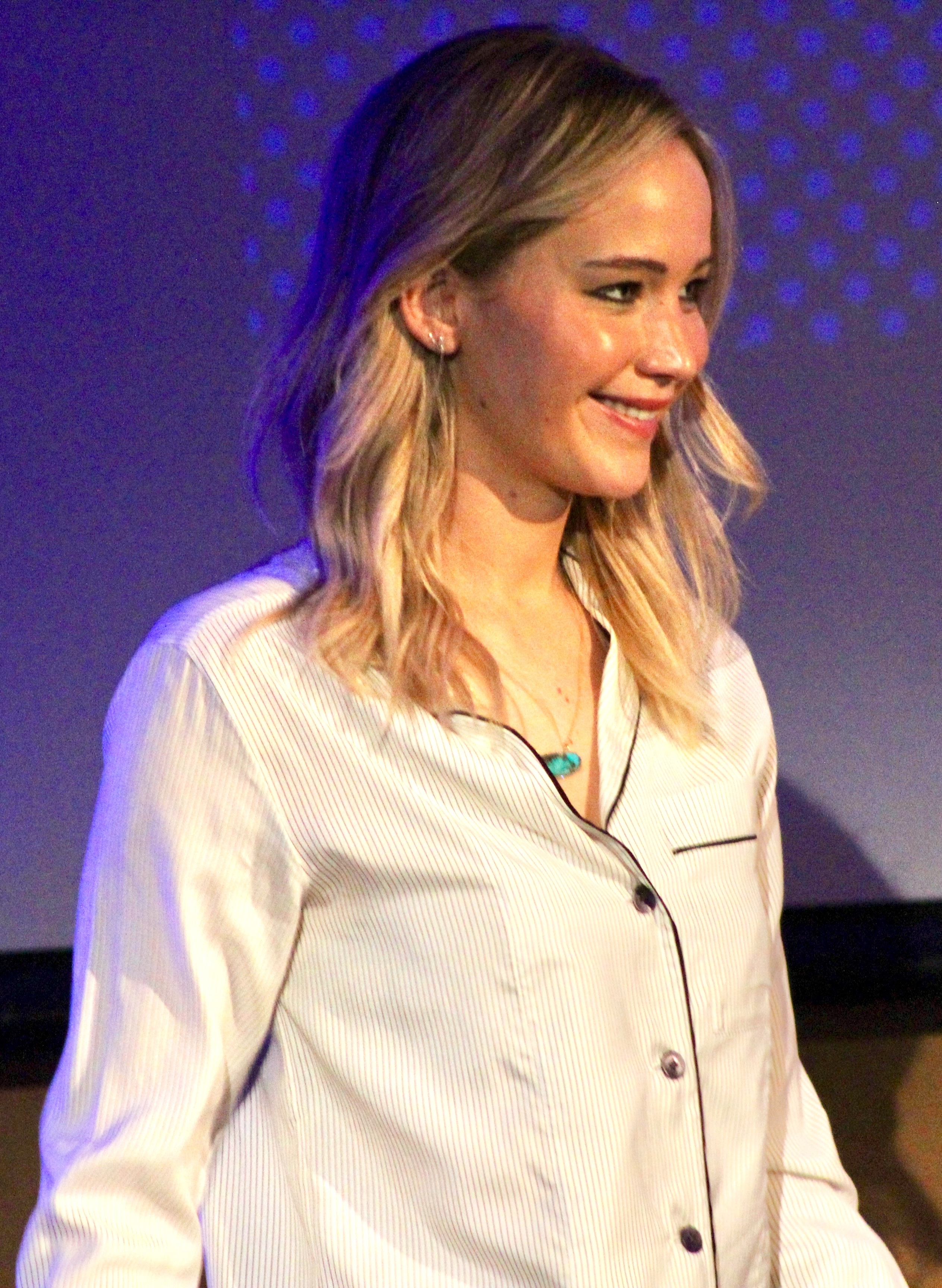
لارنس در دانشگاه تولین در ۲۰۱۸

لارنس به‌عنوان یک فمینیست شناخته می‌شود؛ مفهومی که او استدلال کرده، نباید مردم را بترساند «زیرا این موضوع فقط به معنای برابری است». او مثبت‌نگری به بدن در میان زنان را ترویج کرده‌است. لارنس در سال ۲۰۱۵ مقاله‌ای برای لنی لتر نوشت که در آن از عدم توازن درآمدی بین جنسیت‌ها در هالیوود انتقاد می‌کند؛ او در مورد تجربیات خود در این صنعت، مانند دستمزد کمتری که برای نقش‌آفرینی‌اش در حقه‌بازی آمریکایی در مقایسه با بازیگران مرد فیلم دریافت کرده بود نوشت. او حین مصاحبه‌ای در سال ۲۰۱۵ با وگ، کیم دیویس، کارمند ایالت کنتاکی را به دلیل مخالفت با ازدواج همجنس محکوم کرد. لارنس در طول زندگی‌اش با حزب جمهوری‌خواه بزرگ شد و در انتخابات ریاست‌جمهوری ۲۰۰۸ به جان مک‌کین رای داد اما تا به آن هنگام به این حزب انتقاداتی وارد کرده‌است. او شدیداً با ریاست‌جمهوری دونالد ترامپ مخالفت کرده و در سال ۲۰۱۵ گفت انتخاب او «پایان دنیا خواهد بود.» او در انتخابات ریاست‌جمهوری ۲۰۲۰ از جو بایدن حمایت کرد.
لارنس در سال ۲۰۱۱ به عضویت در آکادمی علوم و هنرهای سینما درآمد. او از چندین سازمان خیریه مانند برنامهٔ جهانی غذا، تغذیهٔ آمریکا و پروژهٔ عطش حمایت کرده‌است. او در کنار همبازی‌هایش جاش هاچرسون و لیام همسورث در بازی‌های گرسنگی برای عمومی‌کردن فقر و گرسنگی با سازمان ملل متحد همکاری کرده‌است. لارنس برای مرکز سنت مری، یک سازمان برای معلولان در لوئیزویل، یک نمایش سینمایی از بازی‌های گرسنگی: اشتعال (۲۰۱۳) ترتیب داد و بیش از ۴۰۰۰۰ دلار برای این هدف جمع‌آوری کرد. او برای جمع‌آوری کمک‌های مالی بازی‌های استثنائی جهانی المپیک تابستانی ۲۰۱۵ با پخش سینمایی سرنا (۲۰۱۴) با شبکهٔ پخش همگانی خیریهٔ چیدئو همکاری کرد. او همچنین با اومیز برای میزبانی مسابقهٔ جمع‌آوری کمک مالی برای بازی‌ها به عنوان بخشی از افتتاحیهٔ بازی‌های گرسنگی: زاغ مقلد – بخش ۱ (۲۰۱۴) همکاری کرد.
لارنس در سال ۲۰۱۵ در کنار هاچرسون و همسورث از طریق Prank It FWD، یک ابتکار خیریه‌ای برای جمع‌آوری پول برای سازمان غیرانتفاعی دوسامتین مشارکت کرد. او در آن سال بنیاد جنیفر لارنس را راه‌اندازی کرد که از خیریه‌هایی مانند باشگاه‌های پسران و دختران آمریکا و بازی‌های المپیک ویژه حمایت می‌کند. در سال ۲۰۱۶، او ۲ میلیون دلار به بیمارستان کودکان کوسایر در لوئیزویل اهدا کرد تا یک واحد مراقبت‌های ویژهٔ قلب به نام بنیاد خود راه‌اندازی کند. لارنس یکی از اعضای هیئت مدیرهٔ رپرسنت‌آس است؛ این سازمان غیرانتفاعی به دنبال تصویب قوانین ضد فساد در ایالات متحده است. در سال ۲۰۱۸، او با ۳۰۰ زن در هالیوود برای راه‌اندازی طرح دیگر بس است برای محافظت از زنان در برابر آزار و اذیت و تبعیض همکاری کرد. او همچنین در راهپیمایی زنان ۲۰۱۸ در لس آنجلس حضور داشت. در سال ۲۰۱۸، لارنس در حمایت از حفظ رأی‌گیری رتبه‌ای در ایالت مین صحبت کرد.

## جایزه‌ها
لارنس برای عملکردش در دفترچهٔ امیدبخش (۲۰۱۲) یک جایزهٔ اسکار در رشتهٔ بهترین بازیگر نقش اول زن دریافت کرد. او سه جایزهٔ گلدن گلوب دریافت کرده‌است: بهترین بازیگر زن – کمدی یا موزیکال برای دفترچهٔ امیدبخش و جوی (۲۰۱۵)، و بهترین بازیگر نقش مکمل زن برای حقه‌بازی آمریکایی (۲۰۱۳). او برای حقه‌بازی آمریکایی یک جایزهٔ بفتا در رشتهٔ بهترین بازیگر نقش مکمل زن دریافت کرده‌است. دیگر جوایز او عبارتند از هفت جایزهٔ سینمایی و تلویزیونی ام‌تی‌وی (پنج جایزه برای مجموعهٔ بازی‌های گرسنگی و دو جایزه برای دفترچهٔ امیدبخش)، شش جایزهٔ برگزیده مردم (سه جایزه برای مجموعهٔ بازی‌های گرسنگی و سه جایزه برای مجموعهٔ مردان ایکس)، یک جایزهٔ ستلایت برای دفترچهٔ امیدبخش، و یک جایزهٔ ساترن برای بازی‌های گرسنگی (۲۰۱۲).

## فیلم‌شناسی

### فیلم
| سال  | عنوان                            | نقش                    | یادداشت                     |
| ---- | -------------------------------- | ---------------------- | --------------------------- |
| ۲۰۰۸ | گاردن پارتی                      | تیف                    |                             |
| ۲۰۰۸ | خانه پوکر                        | اگنس                   |                             |
| ۲۰۰۸ | دشت سوزان                        | ماریانا                |                             |
| ۲۰۱۰ | زمستان استخوان‌سوز                | ری دالی                |                             |
| ۲۰۱۱ | دیوانه‌وار                        | سم                     |                             |
| ۲۰۱۱ | سگ آبی                           | نورا                   |                             |
| ۲۰۱۱ | مردان ایکس: کلاس اول             | میستیک                 |                             |
| ۲۰۱۲ | بازی‌های گرسنگی                   | کتنیس اوردین           |                             |
| ۲۰۱۲ | دفترچه امیدبخش                   | تیفانی مکسول           |                             |
| ۲۰۱۲ | خانه‌ای در پایان جاده             | الیسا کسیدی            |                             |
| ۲۰۱۳ | شیطانی که می‌شناسی                | زویی هیوز جوان         |                             |
| ۲۰۱۳ | بازی‌های گرسنگی: اشتعال           | کتنیس اوردین           |                             |
| ۲۰۱۳ | حقه‌بازی آمریکایی                 | روزالین روزنفلد        |                             |
| ۲۰۱۴ | مردان ایکس: روزهای گذشته آینده   | ریون دارکهولم / میستیک |                             |
| ۲۰۱۴ | سرنا                             | سرنا پمبرتون           |                             |
| ۲۰۱۴ | بازی‌های گرسنگی: زاغ مقلد – بخش ۱ | کتنیس اوردین           |                             |
| ۲۰۱۵ | دیور و من                        | خودش                   | مستند                       |
| ۲۰۱۵ | بازی‌های گرسنگی: زاغ مقلد – بخش ۲ | کتنیس اوردین           |                             |
| ۲۰۱۵ | جوی                              | جوی منگانو             |                             |
| ۲۰۱۶ | یک سیاره زیبا                    | گوینده                 | مستند                       |
| ۲۰۱۶ | مردان ایکس: آپوکالیپس            | ریون دارکهولم / میستیک |                             |
| ۲۰۱۶ | مسافران                          | ارورا لین              |                             |
| ۲۰۱۷ | مادر!                            | مادر                   |                             |
| ۲۰۱۸ | گنجشک سرخ                        | دومینیکا اگورووا       |                             |
| ۲۰۱۹ | عشق آنتوشا                       | خودش                   | مستند                       |
| ۲۰۱۹ | دارک فینکس                       | ریون دارکهولم / میستیک |                             |
| ۲۰۲۱ | بالا رو نگاه نکن                 | کیت دیبیاسکی           |                             |
| ۲۰۲۲ | گذرگاه                           | لینزی                  | همچنین تهیه‌کننده            |
| ۲۰۲۳ | نان و گل‌های سرخ                  |                        | فقط تهیه‌کننده               |
| ۲۰۲۳ | هیچ مشکلی نیست                   | مدی بارکر              | همچنین تهیه‌کننده            |
| ۲۰۲۴ | Zurawski v Texas                 |                        | مستند؛ فقط تهیه‌کننده اجرایی |
| ۲۰۲۵ | بمیر، عشق من                     | گریس                   | همچنین تهیه‌کننده            |

### تلویزیون
| سال(ها)   | عنوان            | نقش(ها)               | یادداشت                       |
| --------- | ---------------- | --------------------- | ----------------------------- |
| ۲۰۰۶      | مانک             | مسکات                 | قسمت: «آقای مانک و بازی بزرگ» |
| ۲۰۰۷      | پرونده سرد       | ابی برادفورد          | قسمت: «یک دلار، یک رؤیا»      |
| ۲۰۰۷–۲۰۰۸ | متوسط            | یانگ آلیسون / کلر چیس | قسمت ۲                        |
| ۲۰۰۷–۲۰۰۹ | نمایش بیل انگوال | لورن پیرسون           | نقش اصلی                      |
| ۲۰۱۳      | پخش زنده شنبه شب | خودش (مهمان)          | قسمت: «جنیفر لارنس/لومینرس»   |
| ۲۰۱۷      | جیمی کیمل لایو!  | خودش (مهمان)          | قسمت: «۲ نوامبر ۲۰۱۷»         |

### موزیک ویدئو
| سال  | عنوان         | هنرمند   | نقش     | منا.    |
| ---- | ------------- | -------- | ------- | ------- |
| ۲۰۱۰ | «گندی که زدم» | پاراشیوت | زن جوان | [ ۱۵۰ ] |